# Jean II (roi de Chypre)
Pour les articles homonymes, voir Jean II.
Jean II de Lusignan, né le 16 mai 1418, mort le 28 juillet 1458, est roi de Chypre (1432-1458).

## Biographie
Jean II est le fils de Janus de Chypre et de Charlotte de Bourbon-La Marche. Son règne fut marqué par une progression de l'influence grecque qui était éclipsée par l'élément latin depuis près de deux siècles et demi, d'abord sous la pression de sa seconde épouse Hélène Paléologue, puis parce qu'après la chute de Constantinople en 1453, de nombreux nobles grecs se réfugièrent à Chypre. Le règne fut assombri par la lutte qui opposait la reine au fils bâtard. Dans un accès de jalousie, la reine avait fait couper le nez de Mariette de Patras, mais n'avait pu empêcher le roi d'élever son fils. La reine à peine morte, Jean II envisageait de nommer son fils comme héritier, quand il mourut à son tour.

## Postérité
Jean de Lusignan d'une première liaison avec Mariétta de Patras il laisse :
- Jacques, le bâtard ou l'archevêque (1438 - 1473), archevêque de Nicosie, puis roi de Chypre

Il épousa en premières noces en 1440 Amédéa de Montferrat (1429 - 1440), fille de Jean-Jacques, marquis de Montferrat, et qui mourut peu après, puis en secondes noces en 1442 à Hélène Paléologue (1428 - 1458), fille de Théodore, despote de Morée, et petite-fille de Manuel II Paléologue, empereur byzantin. De ce second mariage, il eut :
- Charlotte (1442 - 1487), reine de Chypre
- Cleopha, morte jeune